# René & Angela
René & Angela — американский дуэт, образованный Рене Муром и Анджелой Уинбуш в городе Лос-Анджелес в 1979 году.

## История
До образования дуэта уроженец Лос-Анджелеса, Рене Мур учился на стенографиста и музыке в Cerritos College, а также играл вместе с Brothers Johnson. Кроме того, Мур выступал с такими артистами, как Элла Фитцджеральд, Сара Вон, Джон Денвер. Анджела Уинбуш хотела стать учительницей в школе и создала трио, в состав которого помимо Энджелы вошли 2 других студента. Несмотря на своё короткое время существования, трио зарекомендовало себя достаточно профессионально чтобы выступать на разогреве у Эла Джерро и Вана Маккоя, а также на нескольких концертах в Нью-Йорке.
Помимо этого, Энджела была на подпевке у Жан Карн, а затем переехала в Калифорнию, где работала сессионщицей с Долли Партон и Ленни Уильямсом. В 1978 году Рене и Мур записали демо, которое привело их к тому, что годом позднее они заключили контракт с лейблом Capitol Records. В качестве продюсеров Рене и Энджела работали с Джанет Джексон, Rufus, Tavares, Odyssey, Ламонтом Дозьером, Alton McLain & Destiny, Эвелин Кинг и многими другими. Дебютный альбом, Rene & Angela, был издан в 1980 году и получил одобрение критиков, сравнивших Мура и Энджелу со Стиви Уандером и Минни Рипертон.
Вторая пластинка, Wall to Wall, также изданная Capitol Records в 1981 году, включала в себя хиты «I Love You More», «Wall to Wall» и «Imaginery Playmates». В прессе Rene & Angela получили звание выдающегося и «идеального дуэта» на R&B-сцене на протяжении 1981 — 1982 годов.
Третий альбом, названный Rise, был выпущен в 1983 году и стал последним для дуэта на Сapitol Records. Первый синглом из пластинки стала танцевальная композиция «Bangin’ the Boogie», которая достигла 33-го места в R&B-чарте.
В 1985 году дуэт подписал соглашение со звукозаписывающей компанией Mercury Records. В том же году песня «Save Your Love (For #1)» стала номером 1 в хит-параде R&B.
Street Called Desire (1985) стал последней студийной работой для Rene & Angela и содержал в себе такие хиты, как «I’ll Be Good» (позднее вошедший в саундтрек к игре Grand Theft Auto: Vice City), «Save Your Love (For #1)», «Your Smile» и «You Don’t Have to Cry». Пластинка получила золотой статус в США. В 1986 году дуэт распался.

## Состав
- Рене Мур — вокал, клавишные, синтезатор, композитор, продюсер
- Энджела Уинбуш — вокал, бэк-вокал, клавишные, синтезатор, композитор, продюсер

## Дискография
| 1980                                           | René & Angela - Дата выхода: 1980 - Лейбл: Capitol Records - Формат: LP                      | —   | —  |                 |
| 1981                                           | Wall to Wall - Дата выхода: Июль 1981 - Лейбл: Capitol Records - Формат: LP                  | 100 | 15 |                 |
| 1983                                           | Rise - Дата выхода: 1983 - Лейбл: Capitol Records - Форматы: LP, CD                          | —   | 33 |                 |
| 1985                                           | Street Called Desire - Дата выхода: Июнь 1985 - Лейбл: Mercury Records - Форматы: LP, CD, CS | 64  | 5  | - RIAA: Золотой |
| Знак «—» означает, что альбом не попал в чарт. |                                                                                              |     |    |                 |

| Год                                           | Название                 | Высшие позиции в хит-парадах | Высшие позиции в хит-парадах | Высшие позиции в хит-парадах | Высшие позиции в хит-парадах | Высшие позиции в хит-парадах | Высшие позиции в хит-парадах | Альбом               |
| Год                                           | Название                 | US                           | US R&B                       | US Dan                       | BE                           | GB                           | NL                           | Альбом               |
| --------------------------------------------- | ------------------------ | ---------------------------- | ---------------------------- | ---------------------------- | ---------------------------- | ---------------------------- | ---------------------------- | -------------------- |
| 1980                                          | «Free and Easy»          | —                            | —                            | —                            | —                            | —                            | —                            | Rene & Angela        |
| 1980                                          | «Do You Really Love Me»  | —                            | 43                           | —                            | —                            | —                            | —                            | Rene & Angela        |
| 1980                                          | «Everything We Do»       | —                            | 39                           | —                            | —                            | —                            | —                            | Rene & Angela        |
| 1981                                          | «I Love You More»        | —                            | 14                           | 31                           | —                            | —                            | —                            | Wall to Wall         |
| 1981                                          | «Wall to Wall»           | —                            | 37                           | —                            | —                            | —                            | —                            | Wall to Wall         |
| 1982                                          | «Imaginary Playmates»    | —                            | 26                           | —                            | —                            | —                            | —                            | Wall to Wall         |
| 1983                                          | «Banging the Boogie»     | —                            | 33                           | —                            | 23                           | —                            | —                            | Rise                 |
| 1983                                          | «My First Love»          | —                            | 12                           | —                            | —                            | —                            | —                            | Rise                 |
| 1983                                          | «Keep Runnin'»           | —                            | —                            | —                            | —                            | —                            | —                            | Rise                 |
| 1985                                          | «Save Your Love (For#1)» | —                            | 1                            | 3                            | —                            | 66                           | 17                           | Street Called Desire |
| 1985                                          | «I’ll Be Good»           | 47                           | 4                            | 7                            | —                            | 22                           | 21                           | Street Called Desire |
| 1985                                          | «Secret Rendezvous»      | —                            | —                            | —                            | —                            | 54                           | —                            |                      |
| 1985                                          | «Your Smile»             | 62                           | —                            | 47                           | —                            | —                            | —                            | Street Called Desire |
| 1985                                          | «You Don’t Have to Cry»  | 75                           | 2                            | —                            | —                            | —                            | —                            | Street Called Desire |
| 1985                                          | «No How — No Way»        | —                            | 29                           | —                            | —                            | —                            | —                            | Street Called Desire |
| Знак «—» означает, что сингл не попал в чарт. |                          |                              |                              |                              |                              |                              |                              |                      |

### Сборники
| Год  | Альбом                                                                                   |
| ---- | ---------------------------------------------------------------------------------------- |
| 1996 | The Best of René & Angela: Come My Way - Дата выхода: 1996 - Лейбл: EMI - Формат: CD     |
| 2002 | Classic Masters - Дата выхода: 2002 - Лейбл: Capitol Records - Формат: CD                |
| 2012 | Rene & Angela / Wall to Wall - Дата выхода: 2012 - Лейбл: Expansion Records - Формат: CD |